# نادبائی
نادبائی (به انگلیسی: Nadbai) یک منطقهٔ مسکونی در هند است که در بخش بهاراتپور واقع شده‌است. نادبائی ۲۶٬۴۱۱ نفر جمعیت دارد و ۲۰۵ متر بالاتر از سطح دریا واقع شده‌است.